# Cotá (Friol)
Cotá (llamada oficialmente San Martiño de Cotá) es una parroquia y un lugar español del municipio de Friol, en la provincia de Lugo, Galicia.

## Otras denominaciones
La parroquia también es conocida por el nombre de San Martín de Cotá.

## Organización territorial
La parroquia está formada por once entidades de población, constando nueve de ellas en el nomenclátor del Instituto Nacional de Estadística español:
- Agruñá
- Casas da Feira (As Casas da Feira)
- Coído
- Cotá
- Dombrollo
- Lagouzos (Os Lagouzos)
- Pena (A Pena)
- Ponte (A Ponte)
- Portasueiro
- Roxedoira (A Rexidoira)
- Silvarredonda

## Demografía

### Parroquia
| Gráfica de evolución demográfica de Cotá (parroquia) entre 2000 y 2019 |
|                                                                        |
| Datos según el nomenclátor publicado por el INE.                       |

### Lugar
| Gráfica de evolución demográfica de Cotá (lugar) entre 2000 y 2019 |
|                                                                    |
| Datos según el nomenclátor publicado por el INE.                   |